# Udruga Prsten
Udruga Hrvata Bosne i Hercegovine Prsten hrvatska je nepolitička, nevladina i neprofitna udruga. Uglavnom okuplja Hrvate s područja Bosne i Hercegovine odakle su se, zbog rata, bili primorani iseliti u velikom broju.

## Povijest, ustroj i djelovanje
Udruga Prsten osnovana je u Zagrebu 2005. godine. Ciljevi Prstena su zaštita interesa hrvatskog naroda u Bosni i Hercegovini, nastojanje oko povratka izbjeglih i prognanih Hrvata na njihova ognjišta diljem BiH, te pomoć u njihovom održivom povratku, zapošljavanju, obrazovanju i ostvarenju njihovih političkih i ustavnih prava.
Provodi i aktivnosti usmjerene očuvanju tradicije, kulture i običaja bosanskih Hrvata nastanjenih diljem Hrvatske, doseljenih uglavnom tijekom rata kao prognanici i izbjeglice. Nastoji oko jačanja svijesti o jedinstvenosti korpusa hrvatskog naroda, nepristranom prikazu povijesti hrvatskog naroda u BiH, te njenoj primjerenoj zastupljenosti u udžbenicima osnovnih i srednjih škola u Hrvatskoj. Nastoji integrativno djelovati i među političkim strankama i pojedincima u cilju općih interesa hrvatskog naroda.
Udruga okuplja gospodarstvenike, intelektualce, liječnike, športaše, humaniste, umjetnike i ostale zainteresirane pojedince. Najvažniji projekt Udruge je Zaklada Prsten koja stipendira učenike i studente podrijetlom s područja BiH ili koji žive u BiH. Od 2017. godine Prsten organizira i poslovni forum.

## Povezano
- Hrvatsko kulturno društvo Napredak
- Katolički institut za kulturu, povijest i duhovnost "Ivan Antunović"
- Hrvatska bratovština Bokeljska mornarica 809.

## Vanjske poveznice
Mrežna mjesta
- Udruga Prsten, službeno mrežno mjesto
- Prsten  Arhivirana inačica izvorne stranice od 11. siječnja 2022. (Wayback Machine), 13. lipnja 2018.